# Perilampus laticeps
Perilampus laticeps är en stekelart som beskrevs av Masi 1940. Perilampus laticeps ingår i släktet Perilampus och familjen gropglanssteklar. Inga underarter finns listade i Catalogue of Life.